# Силвестер Обнорски
Силвестер Обнорски - пустињак,оснивач манастира Васкрсења на Обнору, ученик светога Сергија Радоњешког,. Поштован од Руске православне цркве у лику светитеља, помиње се 8. маја (по јулијанском календару).
Житије са називом Древни живот Силвестра од Обнора није сачуван до данас (рукопис је нестао у пожару крајем 18. века). Сачувани рукописи 17. века садрже само назнаку датума смрти, податке о оснивању манастира и постхумним чудима, као и литургијске текстове који сведоче о поштовању Силвестра као светитеља. Средином 19. века професор Московске богословске академије Сергије Смирнов, састављајући кратко житије Силвестра, руководио се и овим изворима и усменим предањем.
Нема података о пореклу монаха Силвестра. Замонашио се у манастиру Сергија Радоњешког и, као и многи његови ученици, напустио га је у потрази за самоћом. Место његових монашких подвига биле су обале Обноре, мале реке која данас протиче територијом Вологдске и Јарославске области, притоке реке Костроме. Касније су се многи монаси пустињаци населили на Обнору и у његовој околини; Међу њима су познати свети Павел Обнорски, Сергије Нуромски, Корнилије Комељски, Генадије Љубимоградски. После много година усамљеничког живота, монаху Силвестру су почели да долазе ученици који су желели монашки живот, а он је, примивши благословено писмо московског митрополита Алексија, подигао храм Васкрсења, положивши темељ будућем манастиру (сада је овде село Воскресенское, Љубимски округ, Јарославска област).
Манастир Васкрсење Обнорски је укинут 1764. године и претворен у парохију. Године 1825. сви дрвени објекти манастира су порушени, а на њеном месту подигнута је велика камена црква. Године 1860, по сведочењу настојатеља храма и неколико парохијана, у храму се догодило чудесно знамење: поклопац ковчега монаха Силвестра сам се отворио и постало је видљиво нетрулежно тело светитеља. После овог догађаја, ходочасници су почели да долазе у великом броју до моштију Светог Силвестра. Сачувани су подаци о бројним чудима која су се десила на његовом гробу.
Године 1876. наручена је нова светиња за мошти светитеља. Свечеве мошти су изгубљене 1920-их година, током похода на откривање моштију. Убрзо након тога храм је затворен. Тренутно је враћена цркви, у њој се служе богослужења и у току су рестаураторски радови.